# David Thewlis
David Thewlis (tên khai sinh: David Wheeler; sinh ngày 20 tháng 3 năm 1963) là một diễn viên, đạo diễn, biên kịch, tác giả người Anh. Vai diễn thành công về mặt thương mại của ông cho đến nay là của loạt phim Harry Potter. Những vai diễn đáng chú ý khác gồm có Naked (nhờ đó ông đoạt giải nam diễn viên xuất sắc nhất tại liên hoan phim Cannes), Dragonheart, Kingdom of Heaven, The Boy in the Striped Pyjamas, The Theory of Everything, Black Beauty, Macbeth (trong vai King Duncan) và Wonder Woman (trong vai Ares). Ông cũng đã lồng tiếng trong phim James and the Giant Peach (1996), The Miracle Maker (2000), và Anomalisa (2015). Thewlis đã kết hợp các tác phẩm điện ảnh lớn với vai trò truyền hình nổi bật, bao gồm vai Cyrus Crabb trong loạt phim truyền hình mini Dinotopia và một đoạn phim "xấu" đáng nhớ trong mùa ba của Fargo.

## Thời trẻ
Thewlis, người thứ hai trong ba đứa trẻ, sinh ra ở Blackpool, Lancashire, con của Maureen (nhũ danh Thewlis) và Alec Raymond Wheeler. Cả hai bố mẹ đều làm việc tại cửa hàng của bố mình. Là một thiếu niên, David chơi trong một ban nhạc rock tên là QED, và chơi guitar chính với ban nhạc punk rock có tên Door 66. Ông đã học tại Highfield High School, một trường trung học của bang ở South Shore, Blackpool. Sau đó, ông ghi danh vào Trường Âm nhạc và Kịch Guildhall ở London, tốt nghiệp năm 1984.

## Sự nghiệp diễn xuất
Thewlis đã có một vai nhỏ trong một tập phim của sitcom Up the Elephant and Round the Castle. Ông cũng xuất hiện trong một tập phim của bộ phim sitcom Only Fools and Horses (1985) với tư cách là bạn của Rodney. Vai trò chuyên nghiệp đầu tiên của ông là trong Buddy Holly chơi tại Regal ở Greenwich.
Vai diễn đột phá của Thewlis là Naked (1993: Mike Leigh), là nhân vật chính, Johnny, một triết gia đường phố tràn ngập, thông minh, hăng hái, trong đó Thewlis được Nhà phê bình Phim (Hoa Kỳ), Hội phê bình phim London, Evening Standard, Hội phê bình phim New York và Liên hoan phim Cannes. Cùng năm đó, ông xuất hiện trên truyền hình như một kẻ săn bắt tình dục mang tên James Jackson trong chương trình Prime Suspect 3, đối diện Helen Mirren và Ciarán Hinds. Trước đó, diễn xuất trên truyền hình đầu tiên của ông là cùng với Ken Jones trong Valentine Park.
Trong những năm 1990, Thewlis xuất hiện trong nhiều bộ phim, chủ yếu là thời kỳ và thời kỳ, bao gồm Restoration (1995), Black Beauty (1994), Total Eclipse (1995) with Leonardo DiCaprio, The Island of Dr. Moreau (1996), Dragonheart (1996) and Seven Years in Tibet (1997),, đối diện Brad Pitt. Ông được đề cử giải Phim độc lập Anh cho giải Divorcing Jack (1998) và đóng vai Clov trong một bộ phim truyền hình của Samuel Beckett's Endgame (2000). Những sự xuất hiện đáng chú ý cũng bao gồm Besieged của Bernardo Bertolucci (1998) và Gangster No. 1 của Paul McGuigan (2000), đối diện Paul Bettany và Malcolm McDowell.
Ông đã tham gia thử vai cho Quirinus Quirrell trong bộ phim Harry Potter and the Philosopher's Stone, nhưng phần này đã đến với Ian Hart. Mặc dù bị mất tích trong bộ phim đầu tiên, ông đã được tuyển vào năm 2004 với vai giáo sư Remus Lupin trong Harry Potter và Tên tù nhân ngục Azkaban. Ông không phải thử giọng khi ông là giám đốc của Alfonso Cuarón với vai diễn này. Thewlis cũng đóng các vai diễn trong bốn bộ phim khác trong series.
Ông xuất hiện như một Tư lệnh SS của trại tập trung của Đức Quốc xã và là cha của nhân vật chính trong The Boy trong Bộ đồ ngủ dải, được đón nhận nồng nhiệt. Những phim khác bao gồm Kingdom of Heaven (2005), Terrence Malick's The New World (2005) và The Omen (2006).
Thewlis đã đóng vai bác sĩ Michael Aris, chồng của người đoạt giải Nobel Hòa bình Aung San Suu Kyi của Miến Điện, với nữ diễn viên Malaysia Michelle Yeoh trong vai Suu Kyi trong bộ phim Lady Lady do Luc Besson đạo diễn. Trong năm 2012, ông đã nhận được giải thưởng Liên hoan Điện ảnh Quốc gia Độc lập Plus. Trong cùng năm đó, ông cũng đóng vai riêng biệt trong phim, chúng tôi đến, tách biệt chúng tôi đi, đạo diễn của Bonnie Wright, người đồng hành cùng Harry Potter.
Tháng 6 năm 2015, Thewlis được báo cáo là quay cảnh phim Donald Crowhurst, The Mercy, trên bãi biển tại Teignmouth, Devon, chơi báo chí của Donald Crowhurst, Rodney Hallworth, trong khi Colin Firth đang chơi Donald Crowhurst. Ông cũng tham gia vào phim Regression, một bộ phim kinh dị được phát hành vào mùa thu năm 2015, trong đó ông được đoàn tụ với ngôi sao Emma Watson, người đóng vai chính cùng với Ethan Hawke. Tháng 9 năm 2015, Thewlis đóng vai Thanh tra Goole trong chương trình truyền hình BBC của Helen Edmundson trong cuốn An Inspector Calls của J. B. Priestley, cùng với Ken Stott và Miranda Richardson. Tháng 10 năm 2015, ông đóng vai vua Duncan trong bộ phim Macbeth, với Michael Fassbender đóng vai Macbeth.
Thewlis sẽ được miêu tả Ares trong Wonder Woman, bộ phim chuyển thể DC Comics sắp ra mắt dựa trên nhân vật cùng tên. được phát hành vào năm 2017.

## Đạo diễn và các dự án khác
Thewlis đạo diễn Hello, Hello, Hello (1995), và ông đã được đề cử giải BAFTA cho phim ngắn xuất sắc nhất. Ông cũng đã viết, đạo diễn và đóng vai chính trong bộ phim Cheeky (2003). Thewlis cũng là một tác giả; tiểu thuyết đầu tay của ông, The Late Hector Kipling, là một bộ phim hài đen trong thế giới nghệ thuật và đã được Simon & Schuster xuất bản năm 2007.

## Cuộc sống riêng tư
Năm 1992, Thewlis kết hôn với đạo diễn Sara Sugarman, họ ly hôn vào năm 1993. Sau đó ông có mối quan hệ ngắn với con gái của Bill Oddie là Kate Hardie. Năm 2001, ông bắt đầu mối quan hệ với nữ diễn viên Anna Friel, người mà ông gặp trên một chuyến bay tới Cannes. Họ có một đứa con với nhau. Friel và Thewlis kết thúc mối quan hệ của họ vào cuối năm 2010. Thewlis kết hôn với nhà thiết kế người Pháp, Hermine Poitou vào ngày 5 tháng 8 năm 2016. Cặp đôi sống ở Sunningdale, Berkshir.
Thewlis sở hữu một phòng khiêu vũ của Victoria được cải tạo ở Clerkenwell. Ông thường bị nhầm lẫn với nam diễn viên Rhys Ifans (đối tác tiếp theo của Friel), ông nói "Hai lần một tuần, mọi người đến với tôi và nói bạn đã rất tốt ở Notting Hill'', "Công chúng dường như nghĩ rằng chúng ta là cùng một người".

## Hoạt động nghệ thuật

### Điện ảnh
| Năm  | Tên phim                                 | Vai diễn                  | Ghi chú |
| ---- | ---------------------------------------- | ------------------------- | ------- |
| 2004 | Harry Potter và tên tù nhân ngục Azkaban | Remus Lupin               |         |
| 2007 | Harry Potter và Hội Phượng hoàng         | Remus Lupin               |         |
| 2009 | Harry Potter và Hoàng tử lai             | Remus Lupin               |         |
| 2010 | Harry Potter và Bảo bối Tử thần – Phần 1 | Remus Lupin               |         |
| 2011 | Harry Potter và Bảo bối Tử thần – Phần 2 | Remus Lupin               |         |
| 2017 | Wonder Woman: Nữ thần chiến binh         | Sir Patrick Morgan / Ares |         |
| 2017 | Liên minh công lý                        | Ares                      | Cameo   |
| 2019 | Eternal Beauty                           | Mike                      |         |
| 2024 | Avatar 3                                 | Peylak                    |         |

### Truyền hình
| Năm     | Tên phim    | Vai diễn                  | Ghi chú                       |
| ------- | ----------- | ------------------------- | ----------------------------- |
| 2014    | Family Guy  | English Father            | Lồng tiếng Tập: "Chap Stewie" |
| 2018-20 | Lắm chuyện  | Shame Wizard              | Lồng tiếng 9 tập              |
| TBA     | The Sandman | John Dee / Doctor Destiny |                               |

### Trò chơi điện tử
| Năm  | Tên trò chơi                 | Lồng tiếng          |
| ---- | ---------------------------- | ------------------- |
| 2010 | World of Warcraft: Cataclysm | Lord Darius Crowley |